# Francis Ysidro Edgeworth
Francis Ysidro Edgeworth (Edgeworthstown, 8 febbraio 1845 – Oxford, 13 febbraio 1926) è stato un matematico ed economista britannico, che appartenne alla corrente di pensiero chiamata marginalismo.

## Biografia

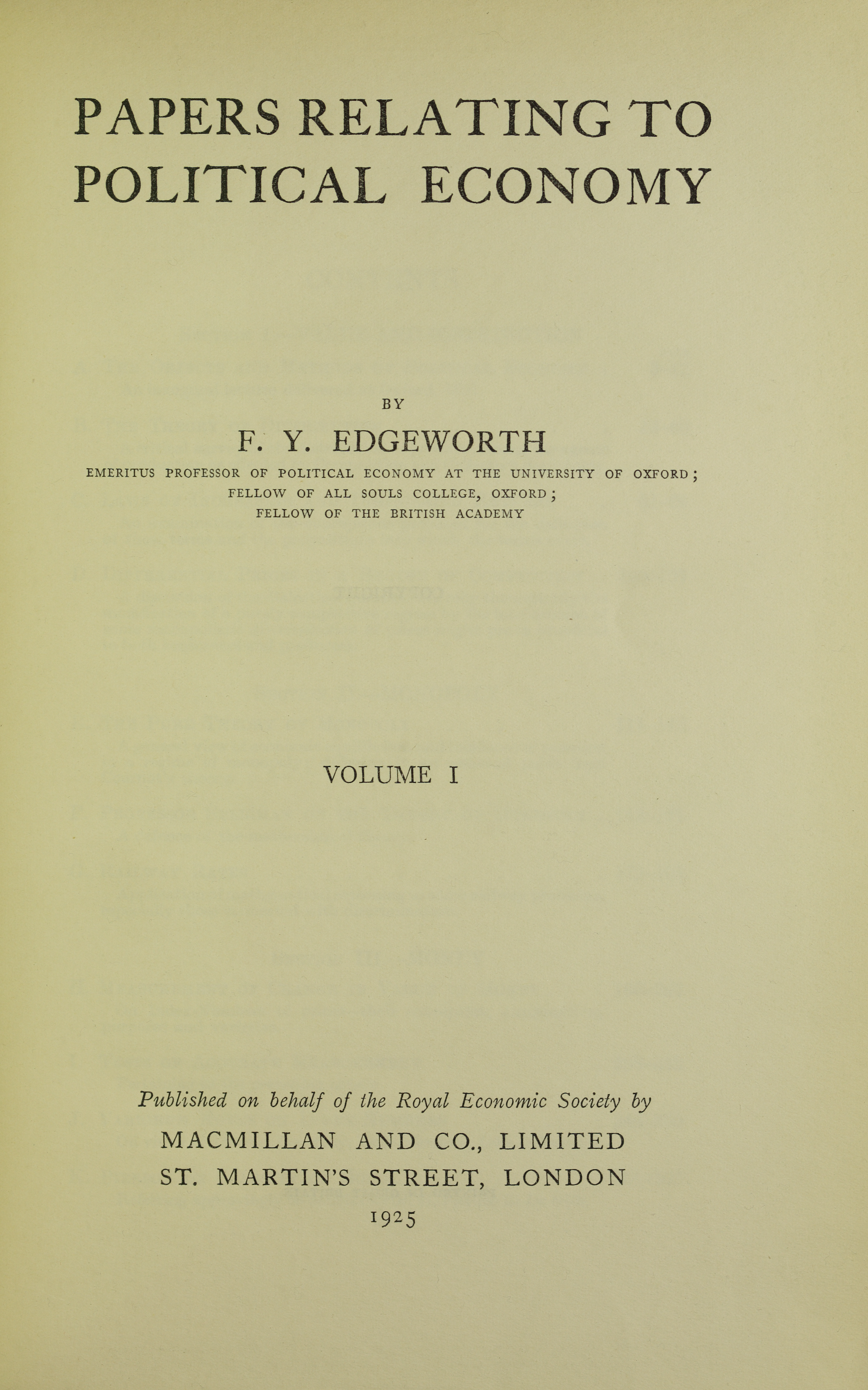
Papers relating to political economy, 1925

Le sue opere, come Psichica matematica (1881) e Scritti sull'economia politica (1925), diedero un notevole impulso al metodo statistico ed agli studi economici.
Famosa in particolare la cosiddetta "scatola di Edgeworth", che da lui prende il nome, anche se elaborata dall'economista italiano Vilfredo Pareto.
L'economista era imparentato con la scrittrice anglo-irlandese Maria Edgeworth, sua zia.

## Opere
- (EN) Francis Ysidro Edgeworth, Papers relating to political economy. 1, London, Macmillan, 1925. URL consultato il 22 giugno 2015.

- (EN) Francis Ysidro Edgeworth, Papers relating to political economy. 2, London, Macmillan, 1925. URL consultato il 22 giugno 2015.

- (EN) Francis Ysidro Edgeworth, Papers relating to political economy. 3, London, Macmillan, 1925. URL consultato il 22 giugno 2015.

- (EN) Francis Ysidro Edgeworth, Mathematical psychics, Series of reprints of scarce tracts in economic and political science 10, London, London school of economics and political science, 1932. URL consultato il 22 giugno 2015.